# Storia della matematica (Boyer)
Storia della matematica è un saggio di Carl B. Boyer sulla storia della matematica.

È la traduzione italiana dell'opera originale A History of Mathematics, edita negli Stati Uniti nel 1968 da John Wiley & Sons. La prefazione è di Lucio Lombardo Radice. 

## Descrizione
L'autore traccia in modo dettagliato l'evoluzione della matematica dalle origini, con l'acquisizione da parte dell'uomo del concetto di numero, fino ai più recenti sviluppi del XX secolo. L'opera è destinata sia agli studiosi di matematica che al grande pubblico, con un'esposizione molto leggibile, accessibile a tutti coloro che abbiano almeno le basi di quella che è chiamata "La regina delle scienze".   
L'opera è suddivisa in 27 capitoli:
1. Le origini
2. L'Egitto
3. La Mesopotamia
4. La Ionia e i pitagorici
5. L'Età eroica
6. L'Età di Platone e di Aristotele
7. Euclide di Alessandria
8. Archimede di Siracusa
9. Apollonio di Perga
10. Trigonometria e misurazione nella Grecia antica
11. Rinascita e declino della matematica greca
12. La Cina e l'India
13. L'egemonia araba
14. L'Europa nel Medioevo
15. Il Rinascimento
16. Preludio alla matematica moderna
17. La matematica al tempo di Fermat e di Descartes
18. Periodo di transizione
19. Newton e Leibniz
20. L'epoca dei Bernoulli
21. L'epoca di Eulero
22. I matematici della Rivoluzione francese
23. L'Età di Gauss e di Cauchy
24. L'Età eroica della geometria
25. L'aritmetizzazione dell'analisi
26. La nascita dell'algebra astratta
27. Aspetti della matematica del XX secolo

Ogni capitolo è corredato da un'estesa bibliografia. Al termine del libro è presente una tabella cronologica e l'indice alfabetico dei nomi. 

## Edizioni
- Prima edizione italiana: ISEDI (gruppo De Agostini), ottobre 1976
- Prima edizione Oscar Studio Mondadori: gennaio 1980
- Prima edizione Studio Mondadori: settembre 1987
- Prima edizione Oscar saggi Mondadori: maggio 1990